# Lijst van rijksmonumenten in Eefde
De plaats Eefde telt 54 inschrijvingen in het rijksmonumentenregister. Hieronder een overzicht.
| Object                                          | Oorspronkelijke functie?  | Bouwjaar                     | Architect     | Locatie              | Coördinaten?                  | Nr.?   | Afbeelding                                 |
| ----------------------------------------------- | ------------------------- | ---------------------------- | ------------- | -------------------- | ----------------------------- | ------ | ------------------------------------------ |
| De Boedelhof                                    | Boerderij                 | ca. 1800                     |               | Boedelhofweg 40      | 52° 9' 46" NB, 6° 14' 15" OL  | 16715  | Meer afbeeldingen                          |
| Terrein waarin grafheuvel                       | Archeologisch monument    | Neolithicum en/of Bronstijd  |               |                      | 52° 10' 48" NB, 6° 13' 51" OL | 45424  | Upload foto                                |
| Den Dam: hoofdgebouw                            | Kasteel, buitenplaats     | 16e eeuw (bouw) 1765 (verb.) |               | Damlaan 6            | 52° 9' 26" NB, 6° 13' 39" OL  | 510048 | Den Dam: hoofdgebouw                       |
| Den Dam: historische tuin- en parkaanleg        | Tuin, park en plantsoen   | 18e eeuw                     |               | Damlaan bij 6        | 52° 9' 26" NB, 6° 13' 39" OL  | 510050 | Den Dam: historische tuin- en parkaanleg   |
| Den Dam: koetshuis                              | Bijgebouwen kastelen enz. | 1765                         |               | Damlaan 8            | 52° 9' 26" NB, 6° 13' 37" OL  | 510051 | Den Dam: koetshuis                         |
| Den Dam: zonnewijzer                            | Tuin, park en plantsoen   | 19e eeuw                     |               | Damlaan bij 6        | 52° 9' 25" NB, 6° 13' 39" OL  | 510052 | Den Dam: zonnewijzer                       |
| Den Dam: kas                                    | Tuin, park en plantsoen   | 19e eeuw                     |               | Damlaan bij 6        | 52° 9' 28" NB, 6° 13' 39" OL  | 510053 | Upload foto                                |
| Den Dam: tuinmanswoning                         | Bijgebouwen kastelen enz. | 1926 (gevelsteen)            |               | Damlaan 10           | 52° 9' 29" NB, 6° 13' 35" OL  | 510054 | Upload foto                                |
| Den Dam: boerderij 'Bosmanshuis' met bakspieker | Boerderij                 | 1766 (muurankers)            |               | Damlaan 4            | 52° 9' 23" NB, 6° 13' 50" OL  | 510055 | Meer afbeeldingen                          |
| 't Valcke: boerderij                            | Boerderij                 | 1817-1930                    |               | Valkeweg 3           | 52° 10' 11" NB, 6° 12' 16" OL | 516372 | Upload foto                                |
| 't Valcke: bijschuur                            | Boerderij                 | 1880-1890                    |               | Valkeweg bij 3       | 52° 10' 11" NB, 6° 12' 16" OL | 516373 | Upload foto                                |
| 't Valcke: kippenhok                            | Boerderij                 | 1920-1930                    |               | Valkeweg bij 3       | 52° 10' 11" NB, 6° 12' 16" OL | 516374 | Upload foto                                |
| Sluizencomplex Eefde: schutsluis                | Waterkering en -doorlaat  | 1930                         |               | Kapperallee 53       | 52° 9' 36" NB, 6° 14' 7" OL   | 516380 | Sluizencomplex Eefde: schutsluis           |
| Sluizencomplex Eefde: gemaal                    | Gemaal                    | 1930                         |               | Kapperallee bij 53   | 52° 9' 40" NB, 6° 14' 30" OL  | 516381 | Meer afbeeldingen                          |
| 't Barge: landhuis                              | Woonhuis                  | 1903                         |               | Schurinklaan 24      | 52° 10' 17" NB, 6° 13' 50" OL | 516383 | Upload foto                                |
| 't Barge: tuinaanleg                            | Tuin, park en plantsoen   | 1908-1910                    |               | Schurinklaan bij 24  | 52° 10' 17" NB, 6° 13' 52" OL | 516384 | Upload foto                                |
| 't Barge: speelhuisje                           | Tuin, park en plantsoen   | 1903                         |               | Schurinklaan bij 24  | 52° 10' 17" NB, 6° 13' 52" OL | 516385 | Upload foto                                |
| 't Barge: tuinmanshuis                          | Bijgebouwen kastelen enz. | 1903                         |               | Schurinklaan bij 24  | 52° 10' 17" NB, 6° 13' 50" OL | 516386 | Upload foto                                |
| 't Barge: boerderij                             | Boerderij                 | 1860-1880                    |               | Schurinklaan bij 24  | 52° 10' 17" NB, 6° 13' 50" OL | 516387 | Upload foto                                |
| Vrijstaande villa                               | Woonhuis                  | ca. 1910                     |               | Rustoordlaan 35      | 52° 9' 36" NB, 6° 13' 17" OL  | 516402 | Upload foto                                |
| 't Klaphek: hoofdgebouw                         | Kasteel, buitenplaats     | 1850-1900                    |               | Damlaan 3            | 52° 9' 22" NB, 6° 13' 23" OL  | 512099 | 't Klaphek: hoofdgebouw                    |
| 't Klaphek: historische tuin- en parkaanleg     | Tuin, park en plantsoen   | 1850-1900                    |               | Damlaan bij 3        | 52° 9' 24" NB, 6° 13' 17" OL  | 512101 | Upload foto                                |
| 't Klaphek: tuinmanswoning                      | Bijgebouwen kastelen enz. | 1850-1900                    |               | Damlaan 1            | 52° 9' 23" NB, 6° 13' 24" OL  | 512102 | Upload foto                                |
| De Voorst: hoofdgebouw                          | Kasteel, buitenplaats     | 18e eeuw                     |               | Binnenweg 10         | 52° 9' 8" NB, 6° 14' 35" OL   | 528999 | De Voorst: hoofdgebouw                     |
| De Voorst: historische tuin- en parkaanleg      | Tuin, park en plantsoen   | 18e/19e eeuw                 |               | Binnenweg bij 10     |                               | 529000 | De Voorst: historische tuin- en parkaanleg |
| De Voorst: oranjerie                            | Bijgebouwen kastelen enz. | 1875                         |               | Binnenweg bij 10     |                               | 529001 | De Voorst: oranjerie                       |
| De Voorst: bouwhuis                             | Bijgebouwen kastelen enz. | 1909                         |               | Binnenweg bij 10     |                               | 529002 | De Voorst: bouwhuis                        |
| De Voorst: brug met toegangshek                 | Bijgebouwen kastelen enz. | 1899                         |               | Binnenweg bij 10     |                               | 529003 | De Voorst: brug met toegangshek            |
| De Voorst: hekken voorplein                     | Bijgebouwen kastelen enz. | 1899                         |               | Binnenweg bij 10     |                               | 529004 | De Voorst: hekken voorplein                |
| De Voorst: sokkel                               | Bijgebouwen kastelen enz. | 19e eeuw                     |               | Binnenweg bij 10     |                               | 529005 | De Voorst: sokkel                          |
| De Voorst: keermuur annex tuinmuur              | Bijgebouwen kastelen enz. | 18e eeuw                     |               | Binnenweg bij 10     |                               | 529006 | Upload foto                                |
| De Voorst: tuinmuur                             | Bijgebouwen kastelen enz. | 19e eeuw                     |               | Binnenweg bij 10     |                               | 529007 | Upload foto                                |
| De Voorst: schuur annex houtopbergplaats        | Bijgebouwen kastelen enz. | 19e eeuw                     |               | Binnenweg bij 10     |                               | 529008 | Upload foto                                |
| De Voorst: tuinbeeld                            | Bijgebouwen kastelen enz. | 18e of 19e eeuw              |               | Binnenweg bij 10     |                               | 529009 | De Voorst: tuinbeeld                       |
| De Voorst: tuinbeeld                            | Bijgebouwen kastelen enz. | 18e of 19e eeuw              |               | Binnenweg bij 10     |                               | 529010 | Upload foto                                |
| De Voorst: ijskelder                            | Bijgebouwen kastelen enz. | 1850                         |               | Binnenweg bij 10     |                               | 529011 | De Voorst: ijskelder                       |
| De Voorst: prieel                               | Bijgebouwen kastelen enz. |                              |               | Binnenweg bij 10     |                               | 529013 | Upload foto                                |
| De Voorst: Eikenhof                             | Bijgebouwen kastelen enz. | ca. 1900                     |               | Binnenweg 8          | 52° 9' 2" NB, 6° 14' 33" OL   | 529014 | Upload foto                                |
| De Voorst: boswachterswoning "Berkeloord"       | Woonhuis                  | laatste kwart 19e eeuw       |               | Binnenweg 4          | 52° 8' 55" NB, 6° 14' 34" OL  | 529015 | De Voorst: boswachterswoning "Berkeloord"  |
| Albemarle                                       | Bijgebouwen kastelen enz. | 1909                         |               | Binnenweg 2          | 52° 8' 59" NB, 6° 14' 15" OL  | 529016 | Albemarle                                  |
| De Voorst: pijlers met hek                      | Bijgebouwen kastelen enz. |                              |               | Binnenweg bij 10     |                               | 529017 | Upload foto                                |
| 't Haveke: hoofdgebouw                          | Kasteel, buitenplaats     | 1860                         |               | Zutphenseweg 113     | 52° 10' 2" NB, 6° 13' 39" OL  | 529054 | 't Haveke: hoofdgebouw                     |
| 't Haveke: historische tuin- en parkaanleg      | Tuin, park en plantsoen   | 1916-1917                    | L.A. Springer | Zutphenseweg bij 113 |                               | 529055 | 't Haveke: historische tuin- en parkaanleg |
| 't Haveke: chauffeurswoning                     | Dienstwoning              | eerste kwart 20e eeuw        |               | Zutphenseweg bij 113 |                               | 529056 | Upload foto                                |
| 't Haveke: tennishuisje                         | Bijgebouwen kastelen enz. | begin 20e eeuw               |               | Zutphenseweg bij 113 |                               | 529057 | Upload foto                                |
| 't Haveke: prieel                               | Tuin, park en plantsoen   |                              |               | Zutphenseweg bij 113 |                               | 529058 | 't Haveke: prieel                          |
| 't Haveke: moestuinmuur met aardappelkelder     | Tuin, park en plantsoen   | eerste kwart 20e eeuw        |               | Zutphenseweg bij 113 |                               | 529059 | Upload foto                                |
| 't Haveke: hek                                  | Tuin, park en plantsoen   | 19e eeuw                     |               | Zutphenseweg bij 113 |                               | 529060 | Upload foto                                |
| 't Haveke: tuinkoepel                           | Tuin, park en plantsoen   | midden 19e eeuw              |               | Damlaan bij 3        |                               | 529712 | Upload foto                                |
| 't Haveke: tuinmuur met druivenkas en koude bak | Tuin, park en plantsoen   | eerste kwart 20e eeuw        |               | Damlaan bij 3        |                               | 529713 | Upload foto                                |
| De Voorst: koetshuis                            | Bijgebouwen kastelen enz. | laatste kwart 19e eeuw       |               | Binnenweg bij 10     |                               | 530678 | Upload foto                                |
| De Voorst: rentmeesterswoning "Jachtlust"       | Bijgebouwen kastelen enz. | laatste kwart 19e eeuw       |               | Binnenweg 3          | 52° 9' 15" NB, 6° 15' 2" OL   | 530679 | Upload foto                                |
| Boombosch                                       | Boerderij                 | 1885                         |               | Binnenweg 12         | 52° 9' 10" NB, 6° 15' 3" OL   | 530680 | Upload foto                                |
| Altena                                          | Boerderij                 | 1885                         |               | Binnenweg 14         | 52° 9' 9" NB, 6° 15' 4" OL    | 530681 | Meer afbeeldingen                          |